# Leo Aryeh Mayer
Leo Aryeh Mayer (en hebreo: ליאון אריה מאיר‎; Stanisławów, 12 de enero de 1895-Jerusalén, 6 de abril de 1959) fue un erudito israelí del arte islámico y rector de la Universidad Hebrea de Jerusalén.

## Biografía
Mayer nació en 1895, en la ciudad de Stanisławów, Galicia, entonces Imperio austrohúngaro (actualmente Ivano-Frankivsk en Ucrania), en el seno de una eminente familia rabínica jasídica. En 1913, fue a estudiar Arte Oriental a la Universidad de Viena, especializándose en el Oriente musulmán y su historia cultural, y también estudió en la Universidad de Lausana y en la Universidad de Berlín. Fue doctorado por la Universidad de Viena en 1917 por una tesis inédita sobre urbanismo en el Islam. Mientras estuvo en Viena, también se formó en el Seminario Teológico Judío de Viena y comenzó a operar dentro del movimiento sionista Hashomer (que luego se convertiría en Hashomer Hatzair).
En 1917, Mayer terminó sus estudios y comenzó a enseñar y a trabajar como asistente de bibliotecario en el Instituto de Estudios Orientales. En 1919, regresó a su ciudad natal y comenzó a enseñar en la escuela secundaria. Sin embargo, debido a la agitación que siguió a la Primera Guerra Mundial (Stanisławów fue disputada y ocupada en diferentes momentos por las fuerzas de Polonia, la República Nacional de Ucrania Occidental, Rumania, las fuerzas separatistas ucranianas y el Ejército Rojo, antes de que fuera finalmente incorporado a Polonia hasta 1939), Meyer se mudó a Berlín y trabajó en el departamento oriental de la biblioteca estatal de la ciudad.
Mayer emigró a Eretz Israel en 1921 y comenzó a trabajar en el Departamento de Antigüedades del gobierno del Mandato Británico, como inspector hasta 1929, y de 1929 a 1933 como Director de Archivos. Después de dejar el departamento, se le otorgó el nombramiento honorario como supervisor en el nuevo museo del Gobierno en Jerusalén.
Mientras tanto, en 1925, Meyer se había unido al primer personal del Instituto de Estudios Judíos de la Universidad Hebrea de Jerusalén, y fue nombrado Profesor de Arte Islámico y Arqueología en 1929. En 1932, fue ascendido a profesor titular, convirtiéndose en el primer profesor Sir David Sassoon de Arte y Arqueología del Cercano Oriente y se desempeñó como decano de la Facultad de Artes y rector de la universidad de 1943 a 1945.
Mayer también trabajó junto con Eleazar Sukenik, en relación con las excavaciones de la «tercera muralla» de Jerusalén, construida por Herodes Agripa I, rey de Judea (41-44 d. C.).
De 1940 a 1950, Mayer se desempeñó como presidente de la Sociedad de Exploración de Israel y fue presidente honorario de la Sociedad Oriental de Israel. También fue elegido miembro del Consejo Arqueológico del gobierno, miembro de la Sociedad de Folclore de la Tierra de Israel, miembro de la Asociación de Arqueólogos de Londres y miembro honorario de la Sociedad Americana de Heráldica.

## Premios y honores
- En 1948, Mayer fue distinguido como Oficial de la Excelentísima Orden del Imperio Británico (OBE) por el rey Jorge VI.[4]
- En 1958, fue galardonado con el Premio Israel, en Humanidades.[5]
- El Instituto LA Mayer de Arte Islámico en Jerusalén, establecido en 1974, fue fundado en su memoria.[6]

## Libros publicados (parcial)
- Excavaciones en la Tercera Muralla de la Ciudad Vieja de Jerusalén, 1930 (junto con Eleazar Sukenik )
- Mayer, L. A. (1933). Saracenic Heraldry: A Survey. Oxford: Oxford University Press.
- Beginning and rise of Islamic Archeology, 1935
- Comienzo y auge de la arqueología islámica, 1935
- Bibliografía anual de arte y arqueología islámicos: India exceptuada, 1935
- Mayer, L.A., ed. (1936). Annual bibliography of Islamic art and archaeology: India excepted II. Jerusalem: Divan Publishing House.
- Mayer, L.A., ed. (1937). Annual bibliography of Islamic art and archaeology: India excepted III. Jerusalem: Divan Publishing House.
- Nuevo Material para Mamaluk Heraldry, Jerusalén, 1937
- Artículos en Ars Islamica, 1936-7
- Bibliografía de numismática islámica, Royal Asiatic Society, 1939, 1954
- Vestimenta Mameluca, 1952
- Edificios religiosos de los musulmanes en Israel, 1950 (junto con Jacob Pinkerfeld y Yigael Yadin )
- L'art juif en terre de l'Islam, 1959
- Bibliografía de Arte Judío
- Arquitectos islámicos y sus obras, 1956
- Astrolabistas islámicos y sus obras, 1956
- Metalúrgicos islámicos y sus obras, 1959
- Armeros islámicos y sus obras, 1962

## Artículos publicados (parcial)
- Mayer, L.A. (1923). «Arabic Inscriptions of Gaza». Journal of the Palestine Oriental Society III: 69-78.
- Mayer, L.A. (1925). «Le Blason de l'Amir Salar». Journal of the Palestine Oriental Society V: 58-60.
- Mayer, L.A. (1925). «Arabic Inscriptions of Gaza. II». Journal of the Palestine Oriental Society V: 64-68.
- Mayer, L.A. (1933). «Two inscriptions of Baybars». Quarterly of The Department of Antiquities in Palestine 2: 27-33.
- Mayer, L.A. (1933). «Satura Epigraphica Arabica II -Safad». Quarterly of The Department of Antiquities in Palestine 2: 127-135.
- Mayer, L.A. (1934). «Lead coins of Barquq». Quarterly of The Department of Antiquities in Palestine 3: 20-23.
- Mayer, L.A. (1934). «Satura Epigraphica Arabica III». Quarterly of The Department of Antiquities in Palestine 3: 24-25.
- Mayer, L.A. (1934). «A hoard of Mamluk coins». Quarterly of The Department of Antiquities in Palestine 3: 167-171.
- Mayer, L.A. (1935). «A hoard of Umayyad dinars from el Lajjun». Quarterly of The Department of Antiquities in Palestine 4: 100-102.
- Mayer, L.A. (1935). «Evliya Tshelebi's travels in Palestine». St. H. Stephen translation, annotated by L. A. Mayer. Quarterly of The Department of Antiquities in Palestine 4: 103-108.